# Boavista Futebol Clube (calcio a 5)
Il Boavista Futebol Clube Futsal è la sezione di calcio a 5 della omonima società polisportiva con sede a Porto. 

## Storia
Il miglior risultato per la formazione bianconera è stata la finale della Coppa del Portogallo disputata nella stagione 2004-05 contro il Benfica e persa 4-1. La stagione seguente vince comunque la Supercoppa, aggiudicandosi per 4-2 la finale contro lo stesso Benfica.

## Rosa 2006/07
| # |                       | Name       | Age | Last Club                |
| - | --------------------- | ---------- | --- | ------------------------ |
|   | Portogallo (bandiera) | Alex (P)   | 30  |                          |
|   | Portogallo (bandiera) | Buffon (P) | 28  |                          |
|   | Portogallo (bandiera) | Silvio (P) | 17  | Mesão Frio               |
|   | Portogallo (bandiera) | Teixeira   | 19  |                          |
|   | Portogallo (bandiera) | Camarão    | 31  |                          |
|   | Brasile (bandiera)    | Pablo      | 26  | Foz do Iguaçu, (Brasile) |
|   | Portogallo (bandiera) | Pelé       | 19  |                          |
|   | Portogallo (bandiera) | Ramada     | 20  |                          |
|   | Portogallo (bandiera) | Lipa       | 25  |                          |
|   | Portogallo (bandiera) | Rogério    | 28  | M. Arrábida              |
|   | Portogallo (bandiera) | Kukes      | 26  | Santo Eugénio            |
|   | Portogallo (bandiera) | Sá Pinto   | 18  |                          |
|   | Brasile (bandiera)    | Guga       | 28  |                          |
|   | Portogallo (bandiera) | Cardinal   | 21  | Famalicense AC           |